# إديث ألارد
إديث ألارد (بالإنجليزية: Edith Allard)‏ هي راقصة باليه أمريكية، ولدت في 16 مارس 1927، وتوفيت في 26 سبتمبر 2012 في السويد.